# Maalique Foster
Maalique Nathanael Foster (Portmore, 5 de noviembre de 1996) es un futbolista jamaicano que juega como delantero en el Indy Eleven de la USL Championship

## Trayectoria

### Portmore United
Foster es conocido como la Perla Caribeña en la isla de Jamaica donde jugaba para el Portmore United en la Liga Premier de Jamaica. Es conocido como una futura estrella para Jamaica, recientemente fichado por Liga Deportiva Alajuelense. Foster ganó un título de RSPL en la temporada 2017–2018.

### Alajuelense
Foster disputó dos torneos cortos con los manudos, jugando solo 10 partidos y anotando solo 2 goles. La liga daría a Foster en préstamos a los RGV FC Toros de los Estados Unidos.

### RGV FC Toros
Foster jugaría en RGV FC Toros de la USL Championship. Donde jugó 11 partidos y marcó 3 goles dando buenas actuaciones.

### Santos de Guápiles
La Liga Deportiva Alajuelense mandaría por 6 meses a Maalique al Santos de Guápiles, donde jugaría junto al lado de su compatriota Javon East, formando una gran dupla conocida como los "Reggae Boyz". Foster jugaría 12 partidos,
Donde marcaría 5 goles y mostrando excelentes actuaciones.

### Hapoel Shmona
La Liga Deportiva Alajuelense mandará a Foster al equipo de Hapoel Shmona de Israel en condición de préstamo.

### Selección nacional
Foster hizo su debut profesional el 30 de enero de 2018, en un juego amistoso ante la selección de Corea del Sur en Antalya, Turquía.

## Participaciones en copas

### Copas de Oro de la CONCACAF
| Copa             | Sede                                  | Resultado   |
| ---------------- | ------------------------------------- | ----------- |
| Copa de Oro 2019 | Estados Unidos · Costa Rica · Jamaica | Semifinales |

### Goles con selección nacional
| Gol | Fecha                   | Sede                                                                       | Oponente          | Marcador | Resultado | Competencia      |
| --- | ----------------------- | -------------------------------------------------------------------------- | ----------------- | -------- | --------- | ---------------- |
| 1.  | 30 de enero de 2018     | Mardan Sports Complex, Boztepe, Turquía                                    | Corea del Sur     | 2-2      | 2-2       | Amistoso         |
| 2.  | 15 de octubre de 2019   | Estadio Ergilio Hato, Willemstad, Curazao                                  | Aruba             | 0-2      | 0-6       | Liga de Naciones |
| 3.  | 15 de octubre de 2019   | Estadio Ergilio Hato, Willemstad, Curazao                                  | Aruba             | 0-6      | 0-6       | Liga de Naciones |
| 4.  | 15 de noviembre de 2019 | Estadio Sir Vivian Richards, Sir Sydney Walling Highway, Antigua y Barbuda | Antigua y Barbuda | 0-1      | 0-2       | Liga de Naciones |

## Clubes
| Club                                | País           | Año           |
| ----------------------------------- | -------------- | ------------- |
| Portmore United FC                  | Jamaica        | 2015-2018     |
| Liga Deportiva Alajuelense          | Costa Rica     | 2018-2020     |
| RGV FC Toros (cedido)               | Estados Unidos | 2019          |
| Santos de Guápiles (cedido)         | Costa Rica     | 2019          |
| Hapoel Ironi Kiryat Shmona (cedido) | Israel         | 2020          |
| Sacramento F. C.                    | Estados Unidos | 2021-2022     |
| Colorado Springs Switchbacks        | Estados Unidos | 2023-2024     |
| Indy Eleven                         | Estados Unidos | 2025-presente |

## Estadísticas

### Clubes
| Club                                    | Temporada              | Liga  | Liga  | Copa nacional | Copa nacional | Copa internacional | Copa internacional | Total | Total |
| Club                                    | Temporada              | Part. | Goles | Part.         | Goles         | Part.              | Goles              | Part. | Goles |
| --------------------------------------- | ---------------------- | ----- | ----- | ------------- | ------------- | ------------------ | ------------------ | ----- | ----- |
| Portmore United Jamaica                 | Liga Premier 2016-2017 | 7     | 7     | 0             | 0             | 0                  | 0                  | 7     | 7     |
| Portmore United Jamaica                 | Liga Premier 2017-2018 | 5     | 4     | 0             | 0             | 4                  | 2                  | 9     | 6     |
| Liga Deportiva Alajuelense · Costa Rica | Apertura 2018          | 8     | 2     | 0             | 0             | 0                  | 0                  | 8     | 2     |
| Liga Deportiva Alajuelense · Costa Rica | Clausura 2019          | 2     | 0     | 0             | 0             | 0                  | 0                  | 2     | 0     |
| RGV FC Toros Estados Unidos             | USL Championship 2019  | 11    | 3     | 0             | 0             | 0                  | 0                  | 11    | 3     |
| Santos de Guápiles · Costa Rica         | Apertura 2019          | 12    | 5     | 0             | 0             | 0                  | 0                  | 12    | 5     |
| Total en su carrera                     | Total en su carrera    | 45    | 21    | 0             | 0             | 4                  | 2                  | 49    | 23    |

## Palmarés

### Títulos nacionales
| Título                           | Club               | País    | Año  |
| -------------------------------- | ------------------ | ------- | ---- |
| Liga Premier Nacional de Jamaica | Portmore United FC | Jamaica | 2018 |